# Poslanci Legislature X Kraljevine Italije
Seznam poslancev X Legislature Kraljevine Italije, imenovanih z volitvami leta 1870.

## A
- Filippo Abignente

- Giovanni Acerbi
- Ferdinando Acton
- Vincenzo Adami
- Luigi Alippi
- Giacomo Giuseppe Alvisi
- Vincenzo Amaduri
- Nicola Amore
- Ferdinando Andreucci
- Francesco Annoni Di Cerro
- Francesco Accolla
- Carlo Acquaviva d'Aragona
- Guglielmo Acton
- Carlo Alfieri Di Sostegno
- Diego Aliprandi
- Luigi Amabile
- Emerico Amari
- Davide Andreotti
- Giuseppe Andrea Angeloni
- Giovanni Antona Traversi
- Giuseppe Antonini
- Antonio Araldi
- Carlo Arrivabene Valenti Gonzaga
- Giorgio Asproni
- Damiano Assanti
- Pasquale Atenolfi Di Castelnuovo
- Michele Avitabile
- Casimiro Ara
- Luigi Arrigossi
- Antonio Arrivabene
- Felice Assanti Pepe
- Domenico Asselta
- Rodolfo Audinot

## B
- Luigi Baino
- Augusto Barazzuoli
- Vincenzo Barone
- Vincenzo Barone
- Luigi Bartolini
- Girolamo Bassi
- Federico Bellazzi
- Giulio Bellinzaghi
- Achille Bernardi
- Vittorio Bersezi
- Cesare Bertea
- Policarpo Bandini
- Angelo Bargoni
- Giovanni Barracco
- Pio Bartolucci Godolini
- Pietro Bastogi
- Federico Bellelli
- Pier Luigi Bembo Salomon
- Lauro Bernardi
- Agostino Bertani
- Carlo Berti Pichat
- Domenico Berti
- Giovanni Battista Bertini
- Ettore Bertolè Viale
- Giuseppe Biancheri
- Celestino Bianchi
- Luigi Binard
- Carlo Bon Compagni Di Mombello
- Romualdo Bonfadini
- Giovanni Bonomi
- Guido Borromeo
- Lodovico Berti
- Michele Bertolami
- Giuseppe Biancheri
- Alessandro Bianchi
- Antonio Billia
- Nino Bixio
- Filippo Bonacci
- Ruggiero Bonghi
- Francesco Borgatti
- Giovanni Bortolucci
- Luigi Bosi
- Michelangelo Bottari
- Carlo Botticelli
- Giacomo Bracci
- Raimondo Brenna
- Giuseppe Brida Di Lessolo
- Giuseppe Briganti Bellini
- Emilio Broglio
- Emilio Broglio
- Giuseppe Bruno
- Sante Bullo
- Nicola Botta
- Giovanni Battista Bottero
- Francesco Bove
- Vincenzo Stefano Breda
- Francesco Brescia Morra
- Francesco Brescia Morra
- Bellino Briganti Bellini
- Filippo Brignone
- Filippo Brignone
- Gaetano Brunetti
- Gaetano Brunetti
- Gustavo Bucchia
- Pietro Buratti
- Leonida Busi

## C
- Antonio Caccianiga
- Raffaele Cadorna
- Carlo Cagnola
- Benedetto Cairoli
- Salvatore Calvino
- Francesco Camerata Scovazzo
- Angelo Raffaele Campisi
- Rosario Cancellieri
- Giovanni Cantoni
- Filippo Capone
- Giovanni Cadolini
- Giuseppe Cafisi
- Giovanni Battista Cagnola
- Claudio Calandra
- Marco Calvo
- Gabriele Camozzi Vertova
- Giulio Camuzzoni
- Fabio Cannella
- Giovanni Capellari Della Colomba
- Michele Capozzi
- Alvise Carazzolo
- Fabio Carcani Di Montaltino
- Carlo Carfora
- Giacinto Carini
- Francesco Gaetano Carrara
- Camillo Casarini
- Stefano Castagnola
- Giovanni Battista Castellani
- Benedetto Castiglia
- Leopoldo Cattani Cavalcanti
- Vincenzo Carbonelli
- Giuseppe Carcassi
- Andrea Carganico
- Carlo Carleschi
- Michele Casaretto
- Luigi Agostino Casati
- Luigi Castellani Fantoni
- Francesco Castelli
- Carlo Cattaneo
- Francesco Paolo Catucci
- Alberto Cavalletto
- Gaspare Cavallini
- Francesco Cedrelli
- Giuseppe Checchetelli
- Luigi Chidichimo
- Antonio Ciccone
- Vincenzo Cimino
- Giuseppe Civinini
- Giacomo Collotta
- Alerino Como
- Ferdinando Cavalli
- Ippolito Cavriani
- Giuseppe Ceneri
- Desiderato Chiaves
- Pasquale Ciccarelli
- Giuseppe Ciliberti
- Andrea Cittadella Vigodarzere
- Luigi Colesanti
- Jacopo Comin
- Domenico Concini
- Davide Consiglio
- Michele Coppino
- Luigi Corbelli Ferrari
- Antonio Corrado
- Tommaso Corsini
- Clemente Corte
- Gaetano Cosentini
- Antonio Costa
- Marcello Costamezzana
- Saverio Crosa
- Augusto Conti
- Patrizio Corapi
- Filippo Cordova
- Cesare Correnti
- Tommaso Corsi
- Paolo Cortese
- Enrico Cosenz
- Luigi Costa
- Francesco Crispi
- Edoardo Crotti Di C0stigliole
- Francesco Cucchi
- Antonino Cumbo Borgia
- Francesco Raffaele Curzio
- Efisio Cugia Di Sant'Orsola
- Pier Ambrogio Curti
- Francesco Cuzzetti
- Francesco Cuzzetti

## D
- Eduardo d'Amico
- Sansone d'Ancona
- Mariano d'Ayala
- Vito d'Ondes Reggio
- Domenico Damis
- Francesco De Blasiis
- Carlo De Capitani
- Carlo De Cesare
- Giovanni De Lorenzi
- Giuseppe De Luca
- Luigi d'Ancona
- Alessandro d'Aste Ricci
- Giovanni d'Ondes Reggio
- Abele Damiani
- Niccolò Danzetta
- Filippo De Boni
- Giuseppe De Cardenas
- Gennaro De Filippo
- Francesco De Luca
- Giacomo De Martino
- Gaetano De Pasquali
- Francesco De Sanctis
- Gaetano Del Giudice
- Floriano Del Zio
- Pietro Delle Favare (Ugo)
- Agostino Depretis
- Gaetano Di Belmonte (Monroy Ventimiglia)
- Paolo Di Campello
- Lorenzo Di Roccaforte Cottù
- Ernesto Di Sambuy (Balbo Bertone)
- Ruggero De Ruggieri
- Alessandro De Sterlich
- Federico Del Re
- Giuseppe Luigi Delitala
- Benedetto Deodato
- Giuseppe Devincenzi
- Scipione Di Blasio
- Alessandro Di Monale (Buglione)
- Antonio Di Rudinì (Starrabba)
- Gennaro Di San Donato (Sambiase San Severino)
- Cesare Di San Gregorio Icheri
- Gerardo Di San Tommaso (Carron)
- Pietro Donati
- Guido Di San Martino Valperga
- Giacomo Dina
- Angelo Ducati

## E
- Pietro Ellero

- Paolo Emiliani Giudici

## F
- Angelico Fabbri
- Giovanni Fabrizj
- Gaetano Facchi
- Giuseppe Fanelli
- Mattia Farina
- Filadelfo Faro
- Nicolò Ferracciù
- Francesco Ferrara
- Luigi Ferraris
- Giovanni Fiastri
- Pietro Fabris
- Nicola Fabrizj
- Paulo Fambri
- Enrico Fano
- Domenico Farini
- Carlo Fenzi
- Antonino Ferrantelli
- Giuseppe Ferrari
- Angelo Ferri
- Gaspare Finali
- Luigi Fincati
- Giuseppe Finzi
- Ferdinando Fonseca Lopez
- Pietro Antonio Fossa
- Lodovico Frapolli
- Giulio Frisari
- Antonio Finocchi
- Mariano Fogazzaro
- Giuseppe Fornaciari
- Enrico Fossombroni
- Angelo Frascara
- Saverio Friscia

## G
- Federico Gabelli
- Leopoldo Galeotti
- Salvatore Gangitano
- Enrico Garau
- Giuseppe Garibaldi
- Felice Genero
- Luigi Gerra
- Andrea Ghinosi
- Costanzo Giani
- Raffaele Gigante
- Giuseppe Galati De Spuches Ruffo
- Gian Giacomo Galletti
- Giovanni Battista Gaola Antinori
- Giovanni Garelli
- Giuseppe Garzoni
- Paolo Geranzani
- Giuseppe Ghezzi
- Giuseppe Giacomelli
- Giovanni Gibellini Tornielli
- Giovanni Battista Gigliucci
- Carlo Giorgini
- Francesco Maria Giunti
- Cesare Golia
- Ottaviano Goretti
- Gaetano Grassi
- Luigi Gravina
- Antonio Greco
- Luigi Griffini
- Francesco Antonio Gritti
- Francesco Domenico Guerrazzi
- Giovanni Battista Giorgini
- Gaetano Giusino
- Carlo Gonzales
- Giuseppe Govone
- Severino Grattoni
- Luigi Greco Cassia
- Eduardo Grella
- Paolo Griffini
- Angelo Grossi
- Anselmo Guerrieri Gonzaga
- Giuseppe Guerzoni
- Ignazio Guiccioli
- Enrico Guicciardi
- Giuseppe Guttierez Del Solar

## J
- Stefano Jacini

## L
- Alfonso La Marmora (Ferrero)
- Luigi La Porta
- Fedele Lampertico
- Giovanni Lanza
- Diodato Leardi

- Giuseppe Leonetti

- Giacomo Lignana

- Cristiano Lobbia

- Giovanni Battista Loro

- Francesco Lovito

- Giuseppe La Masa

- Pietro Lacava

- Corrado Lancia Di Brolo

- Giuseppe Lazzaro

- Alessandro Legnazzi

- Lorenzo Leony

- Francesco Lo Monaco

- Franc0 Luigi Lorenzoni

- Luigi Loup

- Ercole Lualdi

## M
- Mauro Macchi
- Salvatore Majorana Calatabiano
- Benedetto Majorana Fiamingo
- Vincenzo Malenchini
- Pasquale Stanislao Mancini
- Giuseppe Angelo Manni
- Annibale Marazio Di Santa Maria Bagnolo
- Luigi Marchetti
- Adriano Mari
- Filippo Mariotti
- Berardo Maggi
- Salvatore Majorana Cucuzzella
- Galeazzo Giacomo Maria Maldini
- Girolamo Mancini
- Giuseppe Mannetti
- Paolo Mantegazza
- Alessandro Marcello
- Nicola Marcone
- Filippo Marincola
- Francesco Marolda Petilli
- Gaspare Marsico
- Pietro Paolo Martinati
- Angelo Martinengo Di Villagana Chizzola
- Francesco Martire
- Ippolito Masci
- Tullo Massarani
- Stefano Massari
- Alfonso Mathis
- Giacomo Mattei
- Isacco Maurogonato Pesaro
- Ippolito Martelli Bolognini
- Massimiliano Martinelli
- Enrico Martini
- Francesco Marzi
- Paolo Massa
- Giuseppe Massari
- Alceo Massarucci
- Giovanni Matina
- Domenico Mauro
- Agatocle Mazzagalli

- Bonaventura Mazzarella
- Carlo Mazzucchi
- Nicolò Melchiorre
- Filippo Mellana
- Giacomo Merizzi
- Angelo Messedaglia
- Luigi Alfonso Miceli
- Luigi Minervini
- Giorgio Ambrogio Molfino
- Baldassarre Mongenet
- Francesco Antonio Mazziotti
- Giacomo Medici Del Vascello
- Francesco Saverio Melissari
- Emilio Merialdi
- Giuseppe Merzario
- Raffaele Mezzanotte
- Giovanni Battista Michelini
- Marco Minghetti
- Andrea Molinari
- Luigi Mongini

- Mattia Montecchi
- Coriolano Monti
- Cirillo Emiliano Monzani
- Carlo Morelli
- Giovanni Morelli
- Andrea Moretti
- Michele Morini
- Emilio Morpurgo
- Tancredi Mosti Trotti Estense
- Benedetto Musolino
- Giorgio Monteforte
- Francesco Clodoveo Monti
- Antonio Mordini
- Donato Morelli
- Salvatore Morelli
- Giovanni Battista Moretti
- Robustiano Morosoli
- Agostino Moschetti
- Francesco Ignazio Murgia
- Giuseppe Mussi

- Pietro Muti
- Enrico Muzi

## N
- Federico Napoli
- Luigi Nervo
- Giovanni Nicotera
- Niccolò Nobili
- Giovanni Battista Nori
- Lazzaro Negrotto Cambiaso
- Saverio Nicolai
- Nicola Nisco
- Costanzo Norante Di Santa Cristina
- Alessandro Nunziante

## O
- Antonio Oliva
- Sereno Omar
- Fileno Olivieri
- Alfonso Origlia

## P
- Giulio Padovani
- Ferdinando Palasciano
- Ferdinando Panciatichi Ximenes d'Aragona
- Giuseppe Paolucci
- Alberto Papafava Antonini Dei Carraresi
- Luigi Paris
- Eleonoro Pasini
- Paolo Paternostro
- Pasquale Pelagalli
- Carlo Pellegrini
- Ferdinando Paini
- Giuseppe Panattoni
- Ferdinando Pandola
- Carlo Papa
- Gaetano Parisi Parisi
- Giuseppe Pasetti
- Francesco Pasqualigo
- Gabriele Luigi Pecile
- Giacinto Pellatis
- Marco Pennotti
- Marcello Pepe
- Giacomo Pera
- Ubaldino Peruzzi
- Federico Giovanni Pescetto
- Pasquale Petrone
- Giuseppe Salvatore Pianell
- Francesco Piccoli
- Giuseppe Piolti Dè Bianchi
- Domenico Pisacane
- Luigi Pissavini
- Gioacchino Napoleone Pepoli
- Costantino Perazzi
- Matteo Pescatore
- Enrico Pessina
- Luigi Pianciani
- Vincenzo Picardi
- Piero Pieri
- Giuseppe Piroli
- Giuseppe Pisanelli
- Agostino Plutino
- Antonino Plutino
- Carlo Poerio
- Achille Polti
- Michele Maria Gavino Praus
- Piero Puccioni

## Q
- Gian Giacomo Quattrini

## R
- Matteo Raeli
- Ferdinando Ranalli
- Antonio Ranieri
- Urbano Rattazzi
- Oreste Regnoli
- Giacomo Antonio Rey
- Augusto Riboty
- Vincenzo Ricasoli
- Giovanni Ricci
- Carlo Righetti
- Leonardo Raffaele
- Luigi Ranco
- Achille Rasponi
- Giuseppe Rega
- Francesco Restelli
- Spirito Riberi
- Bettino Ricasoli
- Giuseppe Ricciardi
- Vincenzo Ricci
- Augusto Righi
- Ettore Ripandelli
- Mario Rizzari Paterno Castello
- Vincenzo Rogadeo
- Stefano Romeo
- Emanuele Rorà (Lucerna Di)
- Michele Rossi
- Pietro Ripari
- Giuseppe Robecchi
- Giuseppe Romano
- Tito Ronchetti
- Alessandro Rossi
- Francesco Paolo Ruggero

## S
- Francesco Saverio Sabelli
- Federico Salomone
- Paris Maria Salvago
- Claudio Sandonnini
- Gaetano Sangiorgi
- Luigi Sanminiatelli Zabarella
- Luigi Sartoretti
- Lorenzo Scillitani
- Federico Seismit Doda
- Gaetano Semenza
- Francesco Salaris
- Antonio Salvagnoli Marchetti
- Vincenzo Salvoni
- Antonio Sandri
- Apollo Sanguinetti
- Eugenio Sansoni
- Emanuele Schininà Di San Filippo
- Francesco Sebastiani
- Quintino Sella
- Nicolò Serafini
- Giovanni Serpi
- Luigi Serra
- Giacomo Servadio
- Ferdinando Siccardi
- Luigi Silvestrelli
- Gennaro Sipio
- Nicola Sole
- Raffaele Sonzogno
- Federico Spantigati
- Silvio Spaventa
- Francesco Serra Cassano
- Alfredo Serristori
- Marco Sgariglia
- Paolo Silvani
- Riccardo Sineo
- Giuseppe Sirtori
- Luigi Solidati Tiburzi
- Luigi Sormani Moretti
- Bertrando Spaventa
- Martino Speciale Costarelli
- Giuseppe Speroni
- Vincenzo Spini
- Vincenzo Stocco
- Gaetano Spina
- Vincenzo Sprovieri
- Pietro Strada

## T
- Giorgio Tamajo
- Giovanni Battista Tenani
- Antonio Testa
- Giacomo Tofano
- Vincenzo Tommasini
- Federico Torre
- Giuseppe Toscanelli
- Giuseppe Tozzoli
- Vincenzo Trigona Di Canicarao
- Giuseppe Tamburi
- Carlo Tenca
- Giovanni Thaon Di Revel Genova
- Gian Paolo Tolomei
- Luigi Tornielli Di Borgo Lavezzaro
- Pietro Torrigiani
- Gaetano Toscano
- Giuseppe Ignazio Trevisani
- Domenico Trigona Naselli Di Sant'Elia

## U
- Gregorio Ugdulena
- Michele Ungaro

## V
- Pietro Vacchelli
- Giuseppe Valitutti
- Diogene Valotti
- Antonio Valvasori
- Antonio Viacava
- Leonardo Vigo Fuccio
- Giovanni Battista Villano Della Polla
- Tommaso Villa
- Bruno Vinci
- Giovanni Visone
- Cesare Valerio
- Giuseppe Valmarana
- Pacifico Valussi
- Carlo Verga
- Gustavo Vicini
- Angelo Villa Pernice
- Pasquale Villari
- Vittorio Villa
- Emilio Visconti Venosta
- Francesco Saverio Vollaro
- Giuseppe Volpe

## Z
- Vincenzo Zaccagnino
- Giovanni Zanini
- Francesco Zauli Naldi
- Camillo Zizzi
- Giuseppe Zuradelli
- Giuseppe Zanardelli
- Lorenzo Zarone
- Luigi Zini
- Scipione Zorzi Allegri
- Enrico Zuzzi